# Ред Дог Мајн (Аљаска)
Ред Дог Мајн (енгл. Red Dog Mine) насељено је место без административног статуса у америчкој савезној држави Аљаска.

## Демографија
По попису из 2010. године број становника је 309, што је 277 (865,6%) становника више него 2000. године.
| Група             | 2000.      | 2010.       |
| Белци             | 10 (31,3%) | 125 (40,5%) |
| Афроамериканци    | 0 (0,0%)   | 0 (0,0%)    |
| Азијати           | 0 (0,0%)   | 1 (0,3%)    |
| Хиспаноамериканци | 0 (0,0%)   | 8 (2,6%)    |
| Укупно            | 32         | 309         |